# Bulova
 (décembre 2020).
 (novembre 2020).
Bulova est une manufacture horlogère de luxe, commercialisant des montres et des horloges depuis 1875. Son siège social se trouve à Woodside, Queens, New York aux États-Unis.

## Histoire

### Origines et débuts
La Bulova Watch Company a été fondée en 1875 par Joseph Bulova (1851–1936), un immigrant de Bohême (dans l'actuelle République tchèque) qui arrive à New York, à l'âge de dix-neuf ans. Il ouvre une bijouterie rue Maiden Lane dans le sud de Manhattan. Sa notoriété provient de ses innovations originales du point de vue technique ou artistique.
En 1912, il ouvre une usine à Bienne (Suisse), destinée à la production de composants horlogers. Bulova la production de masse standardisée dans le monde horloger. Dès 1919, il propose une gamme complète de montres-bracelets pour hommes. Le style caractéristique de sa publicité le fait connaître auprès du public américain. En 1920, il détermine avec précision le temps universel, grâce à un observatoire sur le toit d'un gratte-ciel.
Dès 1923, Bulova fait usage de la publicité radiophonique et en 1926, elle initie le premier « bip » de l'Histoire dans son annonce : « At the tone, it’s eight o’clock, Bulova Watch Time » (« au bip, il sera 20 h temps Bulova »). Cette publicité originale sera entendue par des millions d'américains.
En 1927, Charles Lindbergh est le premier pilote à rallier Paris depuis New York sans escale. Sa traversée lui vaut de décrocher le Prix Bulova Watch et un chèque de 1 000 $, et il devient un emblème pour la marque qui crée le modèle « Lone Eagle » à son effigie.
Bulova devient ensuite en 1931 le premier fabricant à proposer des horloges électriques. Dans les années 1930 et 1940, la marque connaît un immense succès avec ses montres rectangulaires plaquées.

### Accutron

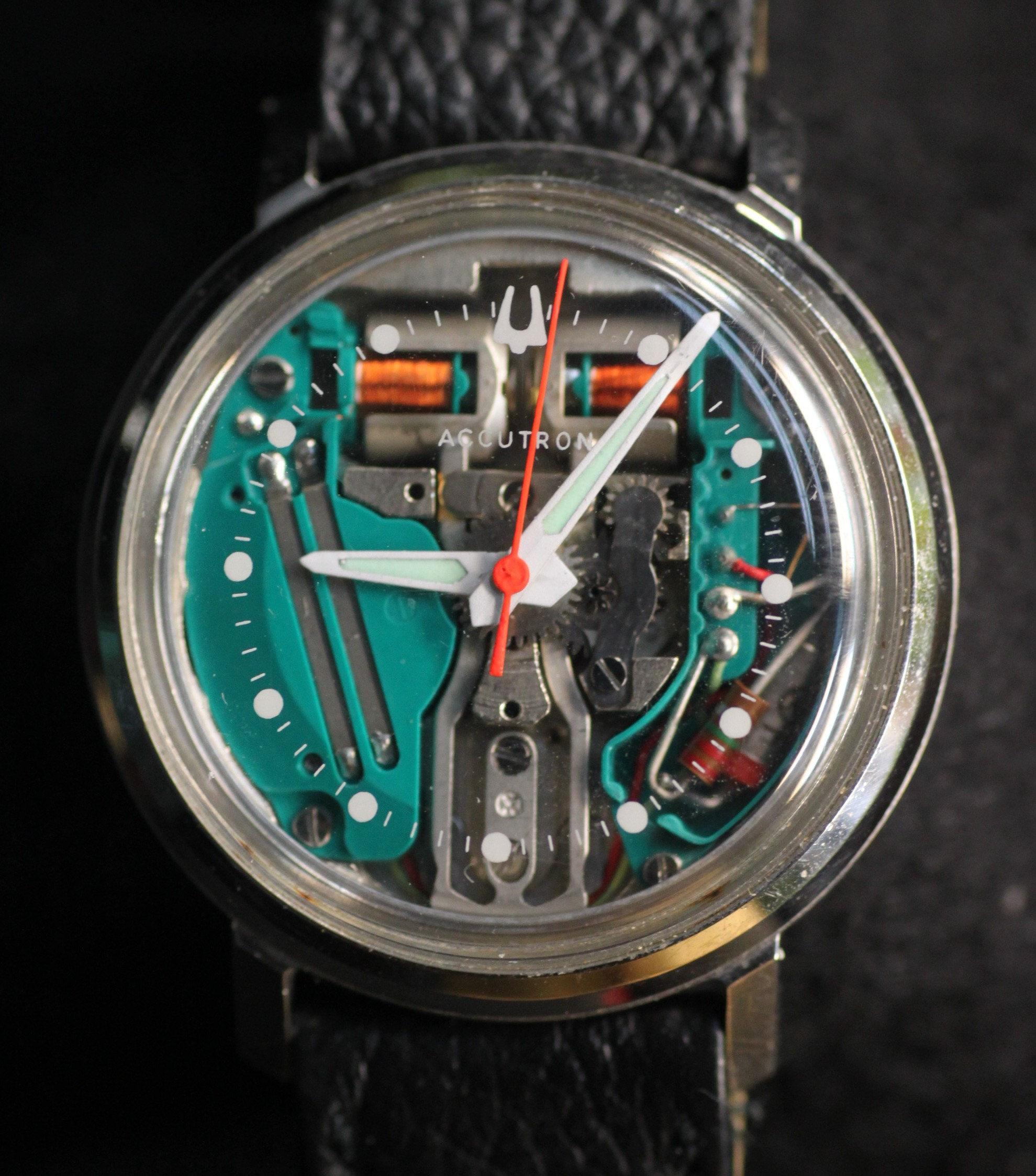
La montre se règle par le boîtier (pas de couronne).

La première montre électrique Accutron est sortie en 1960 et représente une révolution dans l'industrie horlogère pour être la première montre électrique cadencée par un diapason. Son inventeur, Max Hetzel, est né à Bâle, et a rejoint la société en 1948. Le diapason était mu par un transistor et un oscillateur électronique, de sorte qu'Accutron est considéré comme la première « montre électronique ». Plus de 4 millions de montres ont été vendues jusqu'à ce que la production cesse en 1977. Le modèle le plus célèbre de la marque est l'Accutron Spaceview au design futuriste que l'on voit dans le film Les contes immoraux avec la scène mythique de Fabrice Luchini à la plage. En 2010, en hommage aux 50 ans d’innovation horlogère, une Accutron Collector numérotée à 1 000 exemplaires fabriquée à la main a été lancée et vendue avant même sa sortie. En 2014, le modèle Accutron II Alpha reprenant le design de la spaceview shield et équipé d'un mouvement precisionist voit le jour.

### Espace
Dans les années 1960, Bulova fut choisie pour être la première montre à aller dans l'espace (en ce qui concerne les astronautes américains), mais finalement c'est Omega qui fut préférée au dernier moment.
Cependant, certaines horloges embarquées dans des instruments du programme Apollo ont été des Bulova Accutron avec les mouvements à diapason. L'entreprise Bulova fabrique actuellement une édition limitée « Astronaut » en mémoire de cette glorieuse épopée. Le dos du boîtier de montre est dédicacé par Buzz Aldrin. Le mouvement diapason a été abandonné par Bulova, et le modèle actuel astronaute est une automatique avec un mouvement ETA SA à l'instar de son rival Omega.

### Bulova aujourd'hui
Après 70 années de production en Suisse, Bulova cesse toutes ses activités en Europe et recentre son activité commerciale sur l’Amérique du Nord en 1982.
Après un passage dans le groupe américain Loews Corporation entre 1979 et 2007, la firme horlogère Bulova est racheté par le japonais Citizen Holdings pour un montant de 28 milliards de yens (175 millions d'euros). La firme japonaise tente par ce rachat de renforcer sa présence dans le segment des montres de 200 à 600 dollars. Depuis ce rachat, la firme Bulova commercialise plusieurs marques différentes, y compris : la marque « Bulova », l'économique « Caravelle », l'élégante Wittnauer (en), et l'indémodable et sportive « Accutron ».
À l'occasion des 125 ans de la marque, le vendredi 10 avril 2011 a été décrété Journée officielle « Bulova » par Rudolph Giuliani, le Maire de New York.